# Jacola
Jacola är en ort i Mexiko.   Den ligger i kommunen Culiacán och delstaten Sinaloa, i den centrala delen av landet, 1 000 km nordväst om huvudstaden Mexico City. Jacola ligger 33 meter över havet och antalet invånare är 287.
Terrängen runt Jacola är huvudsakligen platt, men åt nordost är den kuperad. Runt Jacola är det ganska tätbefolkat, med 155 invånare per kvadratkilometer. Närmaste större samhälle är El Rosario, 6,2 km väster om Jacola. Omgivningarna runt Jacola är en mosaik av jordbruksmark och naturlig växtlighet.